# John Langton
Pour les articles homonymes, voir Langton.
John Langton, né le 7 avril 1808 à Blythe Hall, près d'Ormskirk (Angleterre) et mort le 19 mars 1894 à Toronto (Canada), est un homme politique et fonctionnaire britannico-canadien. Il est le premier vérificateur général du Canada.

## Biographie

### Angleterre
Fils d'un marchand de Liverpool, John Langton étudie à temps partiel dans l'école suisse de Johann Heinrich Pestalozzi et auprès de précepteurs des colonies anglaises de Suisse et d'Italie pendant la tournée européenne de sa famille débutée en 1815. De retour en Angleterre en 1820, il intègre Trinity College de l'Université de Cambridge en 1826.

### Canada
En 1833, à la suite de ses études, il immigre dans le Haut-Canada et s'installe dans les forêts de Peterborough en achetant des terres et une ferme près des lacs Kawartha. Il débute alors une courte carrière d'entrepreneur forestier en investissant dans une scierie avant d'entrer en politique. En 1841, il est élu au conseil du district de Colborne pour le canton de Fenelon puis devient préfet du district en 1848. À la suite de ces premières expériences politiques, il est élu député de la circonscription de Peterborough à l'Assemblée de la Province du Canada de 1851 à 1855.
Tant dans cette Assemblée qu'auparavant au conseil du district, John Langdon s'occupe des finances et se fait connaître par la rigueur de son travail. Si bien que le procureur général du Haut-Canada, John Alexander Macdonald, le nomme président du nouveau Bureau d'audition créé en 1855. John Langdon est alors chargé de vérifier les comptes publics du gouvernement de la province du Canada. Il s'installe à Toronto et démissionne de son siège de député comme l'exige le statut de fonctionnaire. John Langdon met alors en place une comptabilité sérieuse et systématique malgré le mécontentement de certains ministres.
A la fin de l'année 1855, il est nommé au sénat de l'Université de Toronto. Il devient vice-chancelier de l'établissement entre 1856 et 1860 et supervise la construction du University College entre 1856 et 1859.
En 1866, John Langton participe à la Confédération du Canada en tant qu'expert financier où il négocie la nouvelle structure financière du Canada unifié avec le gouvernement britannique. À la suite de ces négociations, le Bureau d'audition fédéral est créé en 1867 et John Langton devient le premier vérificateur général du Canada. C'est dans cette période que ses responsabilités augmentent. Il intègre une commission royale d'enquête sur la fonction publique, devient secrétaire du Conseil du Trésor à sa fondation en 1868 et sous-ministre des Finances en 1870. Ses postes de vérificateur général et de sous-ministre des Finances entrainent un conflit d'intérêts. En tant que sous-ministre, il est un proche collaborateur du gouvernement. En tant que vérificateur général, il est chargé de surveiller le gouvernement. En 1878, l'Etat reconnait l'erreur en séparant les deux postes. John Langton est alors mis à la retraite. Il termine sa vie de gestionnaire au Royal Canadian Institute en étant son président de 1880 à 1882.

## Publications
- Statement made before the committee of the Legislative assembly on the University of Toronto, in reply to those of Rev'd Drs. Cook, Green, Stinson and Ryerson (Toronto, 1860)[6]
- University question : the statements of John Langton [...] and Professor Daniel Wilson [...] with notes and extracts from the evidence taken before the committee of the Legislative Assembly on the university (Toronto, 1860)[7]